# Matchless G50
De Matchless G50 is een motorfiets van het Britse merk Matchless die werd verkocht als productieracer. De G50 werd maar vier seizoenen gebouwd, van 1959 tot 1962 en er werden er niet meer dan 180 geproduceerd. 

## Voorgeschiedenis
Al in het begin van de jaren vijftig moesten de Britse motorfietsmerken onderkennen dat ze in de 500 cc wegraces overvleugeld werden door de peperdure machines uit Italië, met name die van Gilera. De merken AJS, Matchless en Norton waren verenigd in Associated Motor Cycles (AMC) en BSA, Sunbeam en Triumph in de BSA-groep. De BSA-groep had nooit een serieuze poging gedaan om hoge ogen te gooien in het wereldkampioenschap wegrace, maar AMC had met de AJS 7R Boy Racer een goed wapen in de 350 cc klasse en Norton kon de Norton Manx zowel in de 350- als de 500 cc klasse inzetten. Een groot aantal Britse privérijders zat te springen om een betaalbare 500 cc productieracer om daarmee in het Verenigd Koninkrijk, Ierland en op het eiland Man te rijden. Wedstrijden waren er genoeg, en het grote aantal stratencircuits was na de oorlog aangevuld met overtollig geworden oorlogsvliegvelden, die ook heel goed als circuit konden dienen. Afreizen naar het vasteland was duur en buitenlandse productieracers, zoals de Gilera Saturno en de BMW RS 53, waren niet populair. In de 500 cc klasse kon men een BSA Gold Star of een Triumph T100GP inzetten, maar de populaire en snelle Norton Manx werd slechts verkocht aan geselecteerde rijders. Daarom had AMC in 1953 de Matchless G45 op de markt gebracht. Dat was eigenlijk een samenraapsel van een AJS Boy Racer rijwielgedeelte waarin een speciale Matchless G9 tweecilinder paralleltwin was gehangen. Het was het paradepaardje van constructeur Ike Hatch. Hatch was niet erg populair binnen het bedrijf en de G45 was veel te traag en uitermate onbetrouwbaar gebleken. Toen Hatch in 1954 overleed verdween daarmee ook de wil om nog veel tijd en geld in de ontwikkeling van de G45 te steken. Door de teruglopende verkopen was de financiële positie van AMC ook niet erg sterk. Aan het eind van 1954 werden trouwens alle pogingen om snelle fabrieksracers te ontwikkelen gestaakt. Men had een enorme achterstand opgelopen door te laat in te springen op de ontwikkeling van meercilinders en stroomlijnkuipen. Bovendien werd de dreiging uit Italië steeds groter toen Moto Guzzi eerst de Quattro Cilindri en later de Otto Cilindri ging ontwikkelen. 

## Matchless G50
Eind 1957 leek het tij te keren voor de Britten. BMW was al eerder uit het wereldkampioenschap gestapt, en nu maakten Moto Guzzi, Gilera, FB Mondial en MV Agusta bekend dat ze dat ook gingen doen. Dat opende perspectieven voor de Norton Manx, maar AMC-verkoopdirecteur Jock West besefte dat het niet al te moeilijk was ook voor Matchless een goede eencilinder te ontwikkelen. De 350 cc AJS Boy Racer was de 500 cc Matchless G45 al vaak de baas geweest en door het frame van de Boy Racer te behouden en het motorblok op 500 cc te brengen zou een lichte, wendbare motorfiets ontstaan die qua prestaties op het niveau van de Norton Manx zou komen. Bovendien zou het frontale oppervlak kleiner en daarmee de luchtweerstand lager zijn. Nu de snelle Gilera's verdwenen zouden de populaire wedstrijden, zoals de Ulster Grand Prix, de North West 200, de Manx Grand Prix en vooral de Isle of Man TT weer beheerst worden door Britse motorfietsen, en als Matchless daar een rol bij kon spelen was dat mooi meegenomen. De aangewezen man voor de ontwikkeling ervan was Jack Williams, ontwikkelaar van de Boy Racer en verklaard tegenstander van Ike Hatch en zijn G45. Williams boorde het 350 cc blok op tot 500 cc en de tank werd rood gespoten en van een Matchless-logo voorzien. Dat waren de enige uiterlijke verschillen tussen de Boy Racer en de Matchless G50. De slag van de AJS-motor was 78 mm, toevallig gelijk aan die van de Norton Manx en daarmee een goed uitgangspunt. Door een 90 mm cilinder te maken en een passende zuiger te smeden kon een prototype worden gemaakt. De cilinderkop werd weliswaar aangepast aan de grotere boring, maar Williams gebruikte standaard AJS 7R kleppen. De rest van het motorblok bleef vrijwel standaard aan dat van de AJS 7R, alleen gemodificeerd waar nodig. Ook het rijwielgedeelte bleef gelijk, hoewel net als bij de G45 bredere banden werden gemonteerd. Na de eerste tests claimde men een vermogen van 49 pk. Als men naar de prestaties van die eerste Matchless G50 kijkt moet dat wel overdreven geweest zijn. Tijdens de Senior TT van 1958 werd Jack Ahearn slechts 29e met een gemiddelde snelheid van 142,8 km/h. Dat was nogal bescheiden vergeleken met de winnende snelheid van John Surtees van 158,7 km/h en de 153,5 km/h van Bob Anderson die met de Norton Manx tweede werd. Ahearn was zelfs nog trager dan Jack Wood, die met een Matchless G45 22e werd met een gemiddelde snelheid van 145 km/h. Desondanks besloot men de G50 in 1959 in productie te nemen, maar nu met een aangepast carter, een 38,1 mm-Amal-racecarburateur en meer realistische klepdiameters. Nu werd een (wel geloofwaardig) vermogen van 51 pk bij 7.200 tpm opgegeven en door het kleine frontale oppervlak en het lage gewicht van 130 kg leek het een veelbelovende machine te worden. Dat viel echter tegen door een aantal oorzaken. Matchless was nooit een grote naam geworden op racegebied en de Norton Manx was nu bereikbaar geworden voor veel meer klanten. Bovendien waren er inmiddels ook "oude" Manxen te koop en die waren ook sneller dan de Matchless G50. Jammer genoeg schond graaf Domenico Agusta de afspraak met de andere Italiaanse merken en daardoor kon MV Agusta, koning in het land der blinden, nog jarenlang de boventoon voeren in de 500 cc klasse. De Matchless G50 kon ook niet op tegen de Norton Manx, die veel beter stuurde door het Featherbed frame, dat al vroeg in de jaren vijftig was ontwikkeld door Rex McCandless. Derek Powell startte alleen in de Senior TT (vierde) en de Ulster Grand Prix (veertiende) en eindigde als elfde in het wereldkampioenschap van 1959. Alan Shepherd wist opmerkelijk goed te presteren in het wereldkampioenschap van 1960. Hij startte in de Senior TT, waar hij uitviel, maar in de Ulster Grand Prix werd hij derde. Met slechts twee wedstrijden werd hij 10e in het wereldkampioenschap 500 cc. In de Manx Grand Prix werd Ron Mayhew derde. In 1961 wist de Argentijn Jorge Kissling de Grand Prix van Argentinië te winnen met een Matchless G50. Het werd hem dan ook niet moeilijk gemaakt; behalve Frank Perris was geen enkele Europese coureur afgereisd naar Zuid-Amerika. Het was de laatste Grand Prix en de prijzen waren al vergeven. Er waren slechts zes deelnemers, waaronder vijf uit Zuid-Amerika. In de Manx Grand Prix en de Senior TT waren de resultaten voor Matchless zeer teleurstellend. Er werd nauwelijks geld in de ontwikkeling gestoken en in 1962 werkte de ontwikkeling het succes zelfs tegen, toen grote fouten werden gemaakt. Men bouwde een veel te grote inlaatklep in, een slecht gegoten en te zware zuiger en veel te harde zuigerpennen, die gemakkelijk braken. Toch wist Alan Shepherd in dat jaar heel goed te presteren in het wereldkampioenschap. Gary Hocking reed samen met Mike Hailwood voor MV Agusta, maar nadat hij de Senior TT won stopte hij onmiddellijk met motorraces. Hij was zeer getroffen door de dood van zijn vriend Tom Phillis tijdens de Junior TT. Daardoor stond Hailwood er alleen voor. Hij werd wereldkampioen, maar Shepherd, uitgevallen in de Senior TT, werd vierde in Assen en daarna tweede in België, Ulster en Oost-Duitsland. Hij won de Grand Prix van Finland, maar daar kwam MV Agusta niet aan de start. In Argentinië gebeurde hetzelfde als in 1960: Er kwamen maar zes coureurs aan de finish en de podiumplaatsen waren allemaal voor Argentijnen. Benedicto Caldarella won met een Matchless G50. Dat was al genoeg om vijfde in het wereldkampioenschap te worden. Shepherd won in dat jaar ook de North West 200 in Noord-Ierland. Mike Duff werd slachtoffer van de matige betrouwbaarheid van de G50; hij startte in zes Grands Prix maar viel vijf keer uit. Dick Mann werd in de Verenigde Staten tweede in de Daytona 200 (zie: Matchless G50 CS/Indian Golden Eagle). In 1963 was Hailwood nog steeds de enige coureur die voor MV Agusta reed. Hij won alle (7) wedstrijden waarin hij finishte, maar Alan Shepherd werd tweede in het wereldkampioenschap. Mike Duff startte in slechts vier wedstrijden, scoorde overal punten en werd zesde. Dick Mann won het AMA-kampioenschap, maar daarvoor moest hij ook een G50 CSR ombouwen tot dirttrackracer. In 1964 toonde de G50 nog meer progressie. Fred Stevens werd derde in de Senior TT achter Mike Hailwood (MV Agusta) en Derek Minter (Norton). Matchless behaalde in die race nog meer redelijke klasseringen: 4e, 6e en 10e, maar dat kwam ook omdat de MV Agusta van Hailwood de enige Italiaanse machine in de race was. Toch wonnen Matchless machines 15 "replica's", prijzen die uitgereikt werden aan rijders die binnen een bepaalde tijd de Senior TT aflegden. Selwyn Griffiths wist zelfs de 500 cc Manx Grand Prix te winnen. Dat was voor Matchless de eerste thuisoverwinning sinds Derek Farrant de Manx GP in 1952 had gewonnen met een voorloper van de G45. Dit succes, twee jaar na het einde van de productie, was te danken aan tuners als Francis Beart, Ray Cowles, Tom Arter, Colin Seeley en, in de Verenigde Staten, Al Gunter en C.R. Axtell. Zij hadden verder gewerkt aan de Matchless G50, maar de machine had geen echte "dedicated" tuners, zoals de Norton Manx die wel had in bijvoorbeeld Steve Lancefield en Ray Petty. Phil Read werd met een Matchless G50 derde in het kampioenschap, maar zijn enige overwinning (in Ulster) haalde hij met een Norton Manx. In 1965 kende het 500 cc wereldkampioenschap tien wedstrijden. De MV's van Hailwood en Giacomo Agostini waren nog steeds niet te verslaan, maar Paddy Driver werd met de Matchless G50 derde in het kampioenschap en Fred Stevens werd vierde. In 1966 was Hailwood overgestapt op de Honda RC 181, maar hij moest het hoofd buigen voor Agostini met de MV Agusta. Jack Findlay werd voor Matchless derde in het kampioenschap. Ook in 1967 was Matchless "Best of the Rest". Achter Agostini en Hailwood werden John Hartle en Peter Williams derde en vierde in het kampioenschap. In 1968 had Honda zich uit de wegrace teruggetrokken, maar omdat Mike Hailwood nog een contract had, werd het hem verboden om met een andere machine deel te nemen. Daardoor kon Agostini met gemak wereldkampioen worden. Jack Findlay werd met de Matchless tweede in het kampioenschap en de Zwitser Gyula Marsovszky werd derde. Hij reed een aantal wedstrijden met een "normale" G50 en een aantal met een Seeley-Matchless G50. In 1969 waren vrijwel alle niet-MV Agusta's in de 500 cc klasse machines die door kleine tuningbedrijven in elkaar gezet of sneller gemaakt werden. Zo werd Marsovszky tweede met een Linto, Billie Nelson vierde met een Paton en Alan Barnett vijfde met een Kirby-Métisse. De beste Matchless was de Seeley-Matchless van Ron Chandler op de zesde plaats. In 1970 werd Alan Barnett met een Seeley-Matchless zesde in het wereldkampioenschap. Inmiddels raakte de rol van de Matchless G50 in internationale wedstrijden wel uitgespeeld, maar de machine was dan ook al acht jaar uit productie.

### Motor
De Matchless G50 had een luchtgekoelde kopklepmotor met een bovenliggende nokkenas die door een ketting werd aangedreven. Maar er was wel veel gewicht bespaard door de toepassing van magnesium gietstukken die er goudkleurig uitzagen door de toepassing van anti-corrosielak. De machine had een aluminium cilinder met een ijzeren cilinderbus en een aluminium cilinderkop. Boring en slag bedroegen 90 × 78 mm en de cilinderinhoud was 496,2 cc. Het vermogen ca. 51 pk bij 7.200 tpm. Cilinderkop en cilinder waren aan het carter vastgezet met vier lange bouten. De kleppen vielen in verzonken ijzeren klepzittingen en werden in bedwang gehouden door ingesloten haarspeldveren. Er waren kapjes in het kleppendeksel aangebracht om de kleppen te kunnen stellen. De Lucas-racemagneet voor de ontsteking werd door rechte tandwielen aangedreven en zat achter de cilinder. Daar zat ook de Amal-racecarburateur. 

### Aandrijving
De primaire aandrijving gebeurde door een ketting, die een meervoudige droge platenkoppeling en een Burman vierversnellingsbak aandreef. Het achterwiel werd ook door een ketting aangedreven. De Amerikaanse versies kregen vanwege de homologatie een normale AMC-vierversnellingsbak met kickstarter.

### Rijwielgedeelte
Het rijwielgedeelte was van oorsprong eigenlijk een kopie van dat van de AJS E90 500cc racer uit 1949. Aan de voorkant was een telescoopvork (een gemodificeerde AMC teledraulic) gemonteerd, achter was het Dowty Oleomatic dempersysteem met twee veer/demperelementen en een swingarm aangebracht.

## Matchless G50 CSR/Indian Golden Eagle
In 1959 was de Indian Sales Co. overgenomen door AMC. Dat was een afgescheiden deel van Indian, dat Britse motorfietsen importeerde. Toen Matchless in 1962 wilde deelnemen aan de Daytona 200 moesten er minstens 25 straatmotorfietsen gebouwd en verkocht worden in verband met de homologatie. Daarom voorzag men 25 G50's van een riemaangedreven dynamo en verlichting. Er was een kleinere carburateur gemonteerd, maar de originele racecarburateur werd als extra meegeleverd, samen met de megafoonuitlaat. De serie kreeg de aanvankelijk de naam G50 CSR, maar alle machines werden in de Verenigde Staten verkocht. Daar werden wel meer Britse modellen als "Indian" op de markt gezet, en ook de G50 CSR werd als "Indian Golden Eagle" geadverteerd. Het Matchless-logo bleef echter op de tank staan. De Amerikaanse kopers konden op die manier deelnemen aan alle nationale races onder de vlag van de AMA. De oorspronkelijke CSR was echter geen racer, maar een scrambler.

## Seeley G50
Pas toen AMC in 1966 ineen stortte, juist op het moment dat reservedelen voor de G50 een probleem werden, kon Seeley alle machines, mallen, patronen, gereedschappen en tekeningen overnemen. Hij ging niet alleen reservedelen maken, maar bouwde ook zijn eigen Seeley G50 met nieuwe vijf- en zesversnellingsbakken. Hij maakte ook een nieuw frame en monteerde een Norton-telescoopvork en een duplexrem in het voorwiel. Seeley verkocht slechts weinig machines, want Norton had de val van AMC overleefd en was gekocht door Dennis Poore, die het onderbracht in Norton-Villiers. Toch werd Dave Croxford in 1967, 1968 en 1969 Brits kampioen met de Seeley G50.

## Arter Matchless G50
De Matchless G50 van Tom Arter en Peter Williams bracht de machine wellicht de grootste glans uit zijn geschiedenis. Deze motorfiets was een speciale constructie. Feitelijk bestond hij uit een frame dat door Ken Sprayson van Reynolds Tubes was gebouwd voor John Surtees om er een AJS 7R motor in te hangen. Arter en Williams ontwikkelden deze machine verder. Hij kreeg in de loop van de jaren gietwielen, schijfremmen en een zesversnellingsbak. Williams wist vier keer tweede mee te worden in de Senior TT: in 1967 achter Hailwood met de MV Agusta, in 1970 en 1971 achter Giacomo Agostini met een MV Agusta en in 1973 achter Jack Findlay met een Suzuki RG 500.

## Klassieke races
Toen in de jaren tachtig de Classic Races populair werden, bestond de vrees dat er maar weinig G50's zouden deelnemen door een tekort aan reservedelen. Dat bleek niet terecht; de originele tekeningen en mallen bestonden nog steeds, en een aantal leveranciers kon daardoor onderdelen en zelfs complete motorblokken leveren. 

## Technische gegevens
| Matchless            | G50                                       |
| -------------------- | ----------------------------------------- |
| Periode              | 1959-1962                                 |
| Categorie            | productieracer                            |
| Motortype            | kopklepmotor                              |
| Bouwwijze            | luchtgekoelde dwarsgeplaatste eencilinder |
| boring               | 90 mm                                     |
| slag                 | 78 mm                                     |
| Cilinderinhoud       | 496,2 cc                                  |
| Compressieverhouding | onbekend                                  |
| Max. Vermogen        | 37,5 kW/51 pk bij 7.200 tpm               |
| Topsnelheid          | ca. 215 km/h (gestroomlijnd)              |
| Aandrijving          | ketting                                   |
| Rijwielgedeelte      | dubbel wiegframe, buisframe               |
| Remmen               | Konische duplexrem voor en achter         |
| Voorvering           | AMC Teledraulic                           |
| Achtervering         | Dowty Oleomatic                           |